# Anhée
Anhée é um município da Bélgica localizado no distrito de Dinant, província de Namur, região da Valônia.

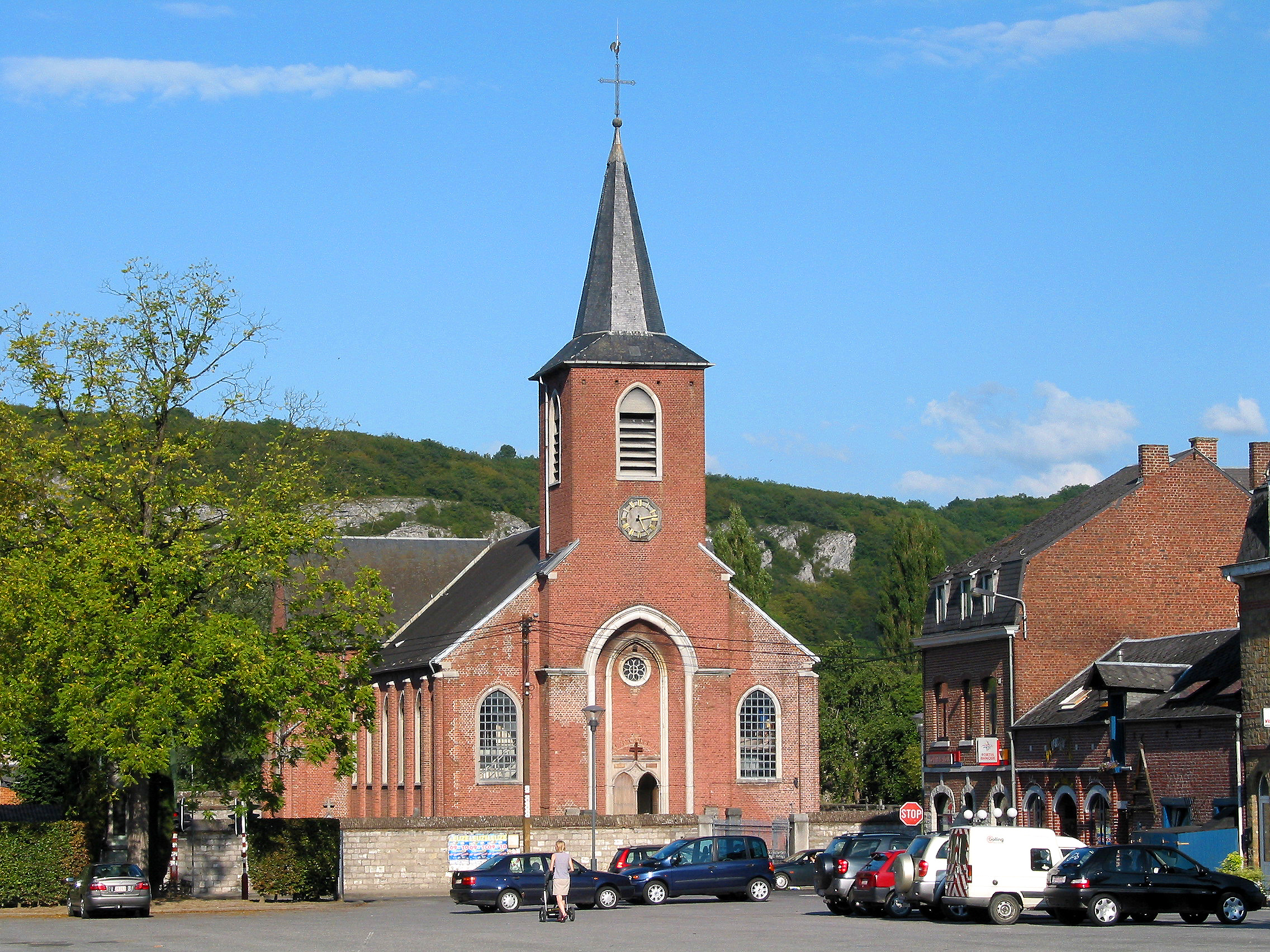
Anhée: Igreja de St Martin

## Ligação externa
- Página oficial